# Pavlivka, Solone
Pavlivka (în ucraineană Павлівка) este localitatea de reședință a comunei Pavlivka din raionul Solone, regiunea Dnipropetrovsk, Ucraina.

## Demografie
Componența lingvistică a localității Pavlivka
     Ucraineană (96,69%)
     Rusă (2,94%)
     Alte limbi (0,36%)
Conform recensământului din 2001, majoritatea populației localității Pavlivka era vorbitoare de ucraineană (96,69%), existând în minoritate și vorbitori de rusă (2,94%).